# مخزن سد کولیما
مخزن سد کولیما (روسی: Колымское водохранилище) یک مخزن سد در استان ماگادان کشور روسیه است.